# 歐里森尼斯
歐里森尼斯（希臘語：Εὐρυσθένης，前1104年—前1066年），傳說中的斯巴達國王，阿里斯多德穆斯之子，普羅克勒斯的孿生兄弟。傳說阿里斯多德穆斯死後，斯巴達人前往德爾菲神廟請求皮媞亞的神諭以決定由誰繼承王位；德爾菲神諭指示兄弟兩人共同繼位為王。他去世後，其子亞基斯一世繼位，其後裔稱為亞基亞德世系。